# Tryphon florissantensis
Tryphon florissantensis är en stekelart som beskrevs av Charles Thomas Brues 1910. Tryphon florissantensis ingår i släktet Tryphon och familjen brokparasitsteklar. Inga underarter finns listade i Catalogue of Life.